# Gornja Brckovčina
Gornja Brckovčina falu Horvátországban Kapronca-Kőrös megyében. Közigazgatásilag Kőröshöz tartozik.

## Fekvése
Köröstől 3 km-re nyugatra fekszik.

## Története
1857-ben 91, 1900-ban 96 lakosa volt. Trianonig Belovár-Kőrös vármegye Körösi járásához tartozott. 2001-ben 185 lakosa volt.

## Nevezetességei
Portugáliai Szent Erzsébet tiszteletére szentelt kápolnája.

## Külső hivatkozások
Körös város hivatalos oldala